# Juliomys rimofrons
Juliomys rimofrons is een zoogdier uit de familie van de Cricetidae. De wetenschappelijke naam van de soort werd voor het eerst geldig gepubliceerd door Oliveira & Bonvicino in 2002.